# Telmo Vela de Lafuente

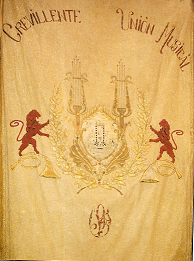
Bandera sumcrevillent que honora tots els músics de la vila del Baix Vinalopó

Telmo Vela de Lafuente (Crevillent, Baix Vinalopó, 12 de febrer de 1889 - abril de 1979) fou un compositor i músic valencià.

## Biografia
Fill del prestigiós cirurgià Telmo Vela Sánchez (nascut a la llavors colònia espanyol de les Filipines), i la seva mare Teresa Lafuente (nascuda a Crevillent, Alacant). Començà els estudis de solfeig i violí als quatre anys, continuant-los després a València, i posteriorment al Conservatori de Madrid sota la direcció de l'eminent Jesús de Monasterio (1836-1903), del que arribà a ser deixeble predilecte, i cursant harmonia i composició amb els mestres Arin i Tomás Bretón. Als setze anys no complerts acabà els seus estudis de violí, presentant-se al concurs d'aquest instrument i aconseguint el primer premi.
El seu encès entusiasme per l'art i la seua incansable activitat en qüestions artístiques començà a mostrar-los al pocs tems d'acabar la seua educació musical, fundant el 1906, o sigui quan només comptava disset anys, el Quartet Vela, deixà molt bons records als afeccionats a la música de cambra, amb el que donà conèixer el més important de la literatura quartetistica moderna estrangera i espanyola.
L'any següent realitzà una gira artística per França, Suïssa, Bèlgica, Països Baixos, Itàlia i Portugal, retornat a Madrid, on fou elegit per a estrenar l'obra pòstuma de Pablo Sarasate, Le Rêve, que interpretà acompanyat de l'"Orquestra Simfònica".
A París havia fundat anteriorment el Trio espanyol amb Manuel Infante (pianista, 1883-1958) i Antonio Sala (violoncel·lista), donant un gran nombre de concerts a base de música espanyola, de la que en fou sempre un gran propagandista.
El 1913, després de complir un contracte a Funchal (Illa de Madeira), es traslladà a Buenos Aires, residint a la República Argentina més de quatre anys i efectuant diverses tournées artístiques no tan sols per aquell país sinó també per Uruguai i Brasil. La seua tasca cultural i docent a Amèrica fou considerable com a concertista, coma organitzador d'agrupacions musicals i com a professor de violí.
Durant la seua estança a Buenos Aires tingué al seu càrrec la classe superior de violí i de música de cambra en l'"Escuela Argentina de Música", formant, entre altres agrupacions, el Trio de la Plata, el Cuarteto Beethoven i l'Octeto Argentino. A Xile constituí el Sexteto Español per a donar a conèixer obres d'autors espanyols i xilens, i en companyia d'un altra músic, el català Joan Ventura i Sureda (1884-1960), creà la sarsuela xilena, estrenant un gran nombre d'obres que assoliren força èxit.
Cinc anys després tornà a Espanya i forma a Madrid el Quinteto Hispania, amb el que realitzà una gira brillant per totes les principals ciutats de la Península, estesa després pel Paraguai, República Argentina, Xile i Cuba, donant a conèixer les millors obres dels compositors espanyols de major prestigi. Al seu retorn a Espanya fou elegit per a desenvolupar el lloc de violí concertino en l'Orquestra del "Palacio de la Música", de Madrid, al front de la qual actuà durant les dues primeres temporades de concerts.
Del fervent apostolat artístic de Vela parlant amb eloqüència les xifres següents: a partir de la primera aparició en públic va actuar com a concertista de violí 146 vegades i 379 amb diverses agrupacions formades per ell, el que representa un total de 525 concerts.

## Obres
Notable i inspirat compositor, a més d'eminent solista, va escriure les obres següents:
- 10 estudis: per a violí
- Capritx en re: per a violí solista
- Preludi: per a violí
- Improvisació: obra de concert
- Havanera: obra de concert
- Quartet en sol menor: per a instrument d'arc
- Amanecer en los Andes: per a orquestra
- Danza gitana: per a orquestra
- Danza árabe: per a orquestra
- Concierto: per a violí i orquestra
- Capritx espanyol: per a violoncel i piano
- Miniaturas: per a quintet
- i un Tríptico, per a quintet.